# The Punk Singles Collection
The Punk Singles Collection – zbiór singli zespołu The Cockney Rejects z lat 1977–1982.

## Utwory
1. "Flares 'N' Slippers" – 1:39
2. "Police Car" – 1:24
3. "I Wanna Be a Star" – 2:21
4. "I'm Not a Fool" – 3:48
5. "East End" – 2:14
6. "Bad Man!" – 2:37
7. "The New Song" – 2:28
8. "Greatest Cockney Rip Off" – 2:10
9. "Hate of the City" – 3:05
10. "I'm Forever Blowing Bubbles" – 3:27
11. "West Side Boys" – 1:42
12. "We Can Do Anything" – 2:33
13. "15 Nights" – 2:23
14. "We Are the Firm" – 3:42
15. "War On the Terraces" – 2:37
16. "Easy Life" (live) – 2:56
17. "Motorhead" (live) – 2:54
18. "Hang 'Em High" (live) – 4:54
19. "On the Streets Again" – 2:53
20. "Lomdob" – 3:21
21. "Till the End of the Day" – 2:17
22. "Rock 'N' Roll Dream" – 4:33